# 逊位
逊位，或称退位，是指君主或其他统治者（通常特指世袭产生的统治者）放弃自己的职务和地位的行为，但並不等同於交出權力。

## 歷史
在19世纪以前，各国的王公除非是战争失败或者政治失勢，否则多半不会放弃自己的权力；因而鲜有君主主动逊位的情况。例如法國皇帝拿破崙一世因為戰爭失敗，而導致兩次退位並流放。又或者因為革命原因而被迫退位，如奧地利皇帝斐迪南一世，因1848年革命而遜位予他的侄兒。
在近代和现代，立宪君主和专制君主会因许多不同的原因而逊位。20世紀，則有英國君主愛德華八世為了婚姻問題（实为道德立场问题）退位，改稱「溫莎公爵」。
进入21世纪，年老是君主退位的主要原因之一。2013年，荷兰女王贝娅特丽克丝退位，她的儿子威廉-亞歷山大继位，当时是欧洲最年少的君主。次年，西班牙国王胡安·卡洛斯一世退位，其子費利佩六世继位并取代威廉-亚历山大成为欧洲最年轻的君主。2017年日本天皇明仁因年事已高及健康问题，於2019年4月30日正式退位。到了2024年，丹麥女王瑪格麗特二世亦宣佈因健康因素而讓位予王儲佛瑞德里克，是為佛瑞德里克十世。
因醫療技術進步顯著，世界人類平均壽命自20世纪初出現大幅提高。直至现代，如依循傳統，待現任君主逝世后才继位，则储君等待继位时间将变得非常漫长。例如2013年时，英國王儲威爾士親王查尔斯王子虽然已达該國法定退休年龄（65歲），但因其母伊麗莎白二世極為長壽，於2022年9月8日以96歲高齡駕崩，故查爾斯王子直到當日才继承王位，時年75歲，是為英國史上即位時最年長的國王，尊號為查爾斯三世。